# Liste der Monuments historiques in Montbrun-Lauragais
Die Liste der Monuments historiques in Montbrun-Lauragais führt die Monuments historiques in der französischen Gemeinde Montbrun-Lauragais auf.

## Liste der Bauwerke
| Bezeichnung | Beschreibung | Standort                       | Kennzeichnung | Schutzstatus | Datum | Bild           |
| ----------- | ------------ | ------------------------------ | ------------- | ------------ | ----- | -------------- |
| Windmühle   | Erbaut 1680  | Vignasse-sous-le-Moulin (Lage) | PA00094387    | Inscrit      | 1965  | weitere Bilder |